# Schlüter (Amt)
Schlüter (mittelniederdeutsch: sluiter, lateinisch: claviger) ist eine regionale Bezeichnung für den mit der Erhebung landesherrlicher Domanialeinkünfte beauftragten Beamten innerhalb der spätmittelalterlichen und frühneuzeitlichen Lokalverwaltung eines Territoriums. Die Bezeichnung Schlüter war beispielsweise im Herzogtum Kleve gebräuchlich. Der Schlüter entspricht dem Rentmeister oder Keller (bzw. Kellner) in anderen Territorien. 
In einigen Gegenden hatten sie die Gerichtsgewalt, stellten Feuerpolizei, kontrollierten Heeresaufgebote sowie den Abschluss von Verträgen mit auswärtigen Mächten und hatten die Zuständigkeit für das  Deichwesen. 
Von dem Amt leitet sich der Familienname Schlüter her.